# Sinclair-Haus

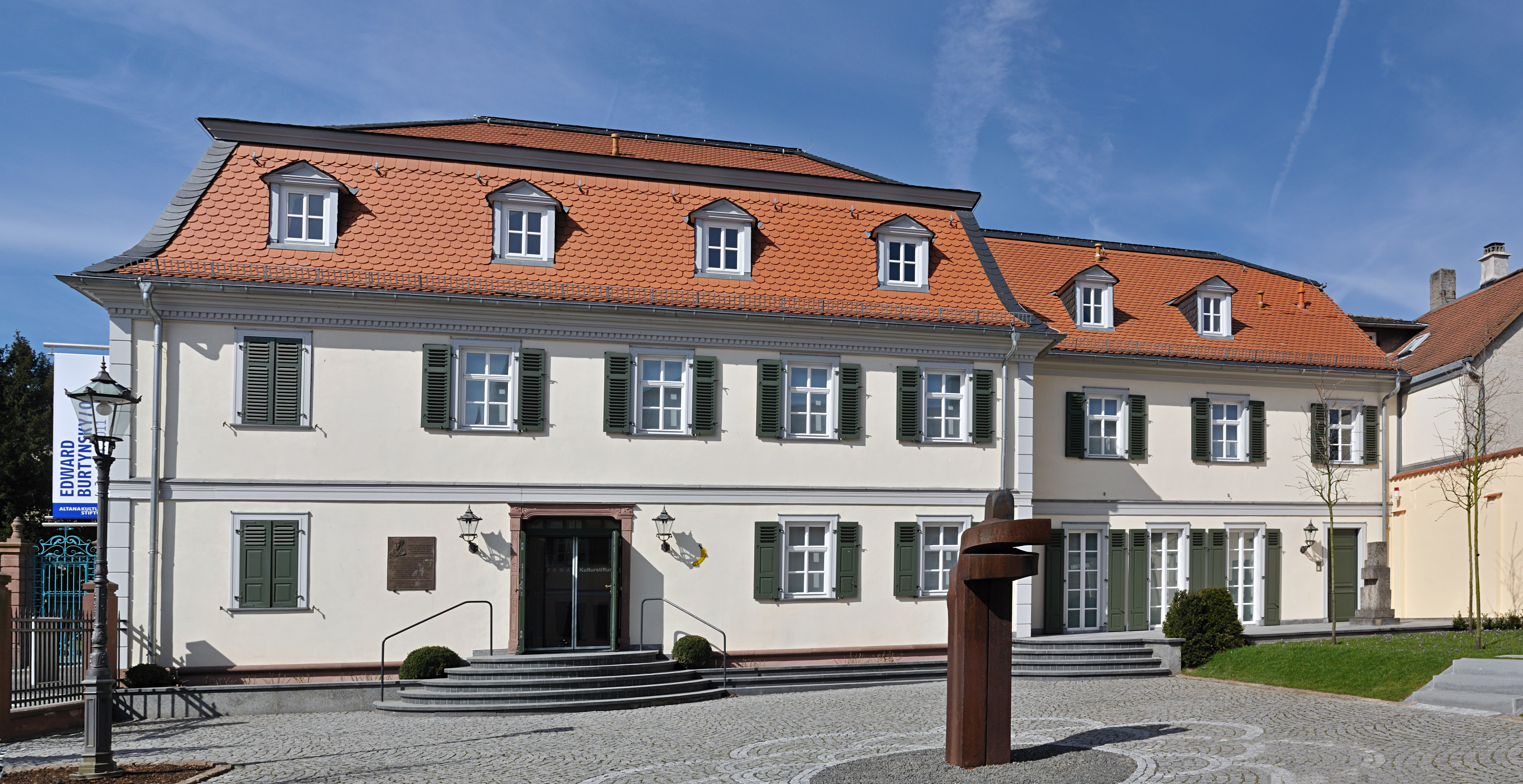
Museum Sinclair-Haus in Bad Homburg (2011)

Das Museum Sinclair-Haus in Bad Homburg vor der Höhe in Hessen ist ein interdisziplinäres Ausstellungshaus für Kunst und Natur und eine Einrichtung der Stiftung Kunst und Natur gGmbH.
Das Museum Sinclair-Haus zeigt seit 1982 Wechselausstellungen, in denen die vielschichtigen Verhältnisse des Menschen zur Natur im Mittelpunkt stehen. Die interdisziplinären Ausstellungen und Veranstaltungen erkunden Möglichkeiten, Natur im Spiegel der Künste wahrzunehmen, zu begreifen und zu reflektieren. So beleuchtet das Museum die Verflechtungen von Natur, Kultur und Wissenschaft und eröffnet neue Perspektiven auf ihr Zusammenwirken.
Seit 2017 ist das Museum Teil der Stiftung Nantesbuch, seit 2021 handelt die Stiftung unter dem Namen Stiftung Kunst und Natur.
An ihren Handlungsorten Bad Homburg vor der Höhe und Nantesbuch (Oberbayern) bietet die Stiftung Räume und Formate für die sinnliche Erfahrung und interdisziplinäre Auseinandersetzung mit Kunst und Kultur sowie Natur und Landschaft. Sie möchte damit beitragen zu einer Gesellschaft, die im Einvernehmen mit ihren natürlichen und vielfältigen kulturellen Grundlagen lebt, und die, basierend auf Erkenntnissen, mit Verantwortungsbewusstsein und Respekt handelt. Kunst und Natur geben entscheidende Impulse für die Gestaltung einer solchen Gesellschaft.
Veranstaltungs-und Vermittlungsformate
Die Ausstellungen des Museums Sinclair-Haus werden von Veranstaltungen wie Vorträgen, Lesungen, Konzerten und experimentellen Formaten live und digital begleitet. Die jeweiligen Gäste aus den Wissenschaften und Künsten sind eingeladen, die Ausstellungen durch vielfältige thematische Aspekte und Ausdrucksformen zu erweitern.
Ästhetische Bildung ist ein zentrales Anliegen aller Aktivitäten des Museums Sinclair-Haus. Ein Team aus Künstlern und Kunstvermittlern entwickelt zu jeder Ausstellung ein Programm, das allen Besuchern, Kindern wie Erwachsenen, die Themen der Ausstellung facettenreich vermittelt. Interdisziplinäre Angebote verknüpfen Kunst, Wissenschaft, Musik, Literatur und Tanz und eröffnen neue Denk- und Handlungsräume. Kooperationen mit Schulen, Universitäten und anderen Bildungseinrichtungen sind fester Bestandteil der Vermittlungsarbeit.

## Geschichte
Das Gebäude, Löwengasse 15/Ecke Dorotheenstraße, wurde 1708 für den Hessen-Homburgischen Regierungsrat, Geschichtsforscher und Entdecker des Römerkastells Saalburg Elias Neuhof als Wohnhaus erbaut.
Das ursprünglich frei stehende, zweigeschossige Eckhaus mit Mansarddach hat mit Eckquaderung gefasste Putzfassaden und ein elegantes, in Buntsandstein gearbeitetes Portal zur Hofseite. 
Das historische Barock-Ensemble ist gegenüber der Erlöserkirche und nur einige Meter neben dem Osttor des Bad Homburger Schlossgartens gelegen und ein Kulturdenkmal aus orts- und architekturgeschichtlichen Gründen.
Das Gebäude war im Lauf der Zeit im Besitz namhafter Persönlichkeiten wie Kasimir Wilhelm von Hessen-Homburg und Freiherr Creuz von Wuertz (dem alchimistischen Berater Friedrichs III.). 
1775 wurde in dem Haus der spätere Homburger Diplomat Isaac von Sinclair (1775–1815) geboren, der die Landgrafschaft Hessen-Homburg erfolgreich auf dem Wiener Kongress vertrat. Er war ein Freund des Dichters Friedrich Hölderlin.
Das verfallene und vom Abriss bedrohte, spätbarocke Ensemble wurde 1978 auf Initiative von Herbert Quandt durch die Altana AG erworben, restauriert und nach Sinclair benannt. Seit der Eröffnung im Mai 1982 zeigt das Sinclair-Haus wechselnde Ausstellungen nationaler und internationaler Kunst des 20. und 21. Jahrhunderts mit dem Schwerpunkt auf dem Thema „Natur“. Jede Ausstellung wird von einem umfassenden Programm aus Literatur und Musik, Wissenschaft und Kunst begleitet.  Im Jahr 2002 war das Haus für eine weitere grundlegende Sanierung geschlossen, die geplanten Ausstellungen wurden im Städelschen Kunstinstitut und im Museum Giersch in Frankfurt am Main gezeigt. Seit der Verschmelzung der ALTANA Kulturstiftung mit der Stiftung Nantesbuch 2017 wird das Museum unter dem Dach der Stiftung Nantesbuch, die von Susanne Klatten gegründet wurde,  weitergeführt. Geschäftsführerin und Museumsdirektorin war bis zum 31. Oktober 2019 Andrea Firmenich.  Seit Frühjahr 2019 hat Börries von Notz die Geschäftsleitung der von der Unternehmerin Susanne Klatten im Jahr 2012 gegründeten Stiftung Nantesbuch inne und vertritt dort in der Funktion des Sprechers die strategische, inhaltliche und kaufmännische Gesamtverantwortung. Seit Januar 2021 ist er alleiniger Geschäftsführer der Stiftung Kunst und Natur gGmbH.
Seit 15. Februar 2020  ist  Kathrin Meyer (vorher am Deutschen Hygiene-Museum in Dresden) die Direktorin des Museums Sinclair-Haus.

## Ausstellungen

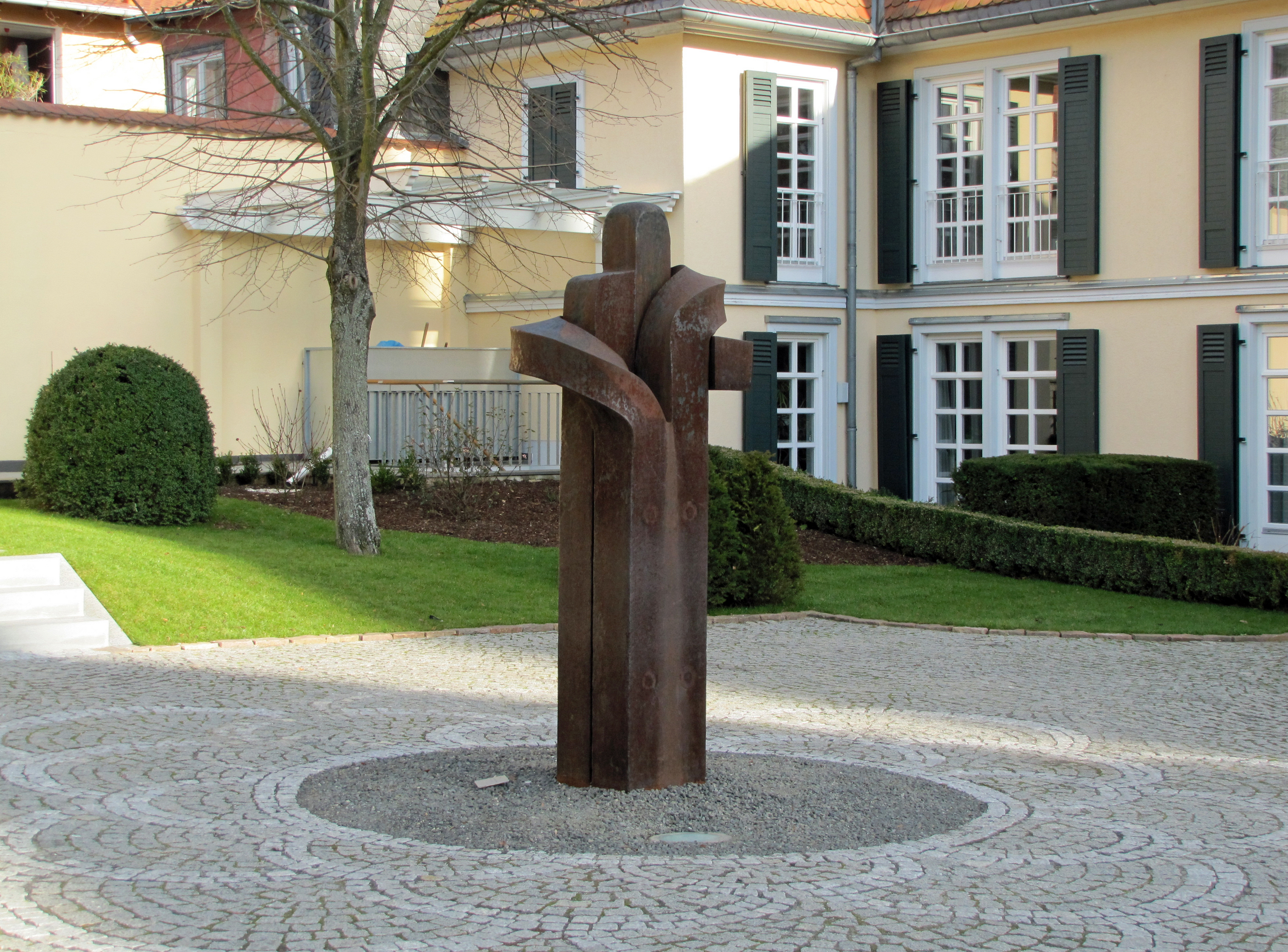
Eduardo Chillida, Besarkada X (Umarmung X), Skulptur in Stahl, im Hof des Sinclair-Hauses (Foto: 2011)

- 1988: Karli Sohn-Rethel, Gemälde, Gouachen, Zeichnungen
- 1997: Chillida und die Musik – Baumeister von Zeit und Klang
- 1997: K. H. Hödicke, havapaintamilkaday
- 1999: Ernst Barlach, Skulpturen und Zeichnungen
- 2000: Nolde, Schmidt-Rottluff und ihre Freunde, Die Sammlung Martha und Paul Rauert
- 2000: A. R. Penck, Das plastische Werk, Erinnerung, Modell, Denkmal
- 2001: Arnulf Rainer, Überzeichnungen zu Victor Hugo
- 2001: Julio Gonzáles, Retrospektive
- 2001: Max Beckmann, Spektakel des Lebens – Arbeiten auf Papier
- 2005: Joan Miró, Fantastische Welten – 125 Druckgrafiken aus der Fundació Joan Miró
- 2006: Karin Kneffel, Verführung und Distanz
- 2007: Gabriele Münter, „Verwandlung der Wirklichkeit“ – Druckgraphik aus der Sammlung des Lenbachhauses in München
- 2008: Heribert C. Ottersbach, Hälfte des Lebens
- 2008: David Nash, Skulpturen und Zeichnungen
- 2010: Young-Jae Lee, Formen aus der Erde
- 2011: Edward Burtynsky, OIL (Fotografien)
- 2011: Natur und Abbild
- 2011/12: Franz Marc, Joseph Beuys und Ewald Mataré. Im Einklang mit der Natur
- 2012: Herbert Brandl. Landschaften.
- 2012/13: Im Schein des Unendlichen. Romantik und Gegenwart.
- 2013: Franz Gertsch. Holzschnitte – Aus der Natur gerissen.
- 2013/14: Still bewegt, Videokunst und Alte Meister.
- 2014: Reisenotizen, Barbara Klemm – Fotografien, Johann Wolfgang Goethe – Zeichnungen.
- 2014: Leiko Ikemura, Zwischenwelten – Zeichnungen, Gemälde, Skulpturen.
- 2014/15: Verzweigt, Bäume in der zeitgenössischen Kunst
- 2015: Ori Gersht, Natur Gewalten, Filme und Fotografien
- 2015: Sommer Nacht Traum, Frauen – Landschaften
- 2015/16: Himmelwärts, Kunst über den Wolken
- 2016: Darren Almond, Schatten und Licht, Fotografie und Film.[4]
- 2016: Sünde und Erkenntnis, Die Frucht in der Kunst
- 2016/17: Die zweite Haut
- 2017: Thomas Wrede, Modell Landschaft. Fotografie, umfassende Werkübersicht.
- 2017: Nach der Natur. Material, Form, Struktur.
- 2017/18: Buchwelten.
- 2018/19: Aussicht – Einsicht. Blick durchs Fenster.
- 2019: Chiharu Shiota, Gedankenlinien.
- 2020: Juul Kraijer. Zweiheit
- 2020: Was ist Natur?
- 2024: Wälder. Von der Romantik in die Zukunft (auch im Senckenberg Naturmuseum und Deutschen Romantik-Museum)

## Kataloge
- Marzik, Iris & Maria Busch-Müller, Karli Sohn-Rethel. 1882–1966. Gemälde – Gouachen – Zeichnungen, Altana Industrie-Aktien und Anlagen AG, 1988.
- David Nash, Naturformen. Edition Scheffel, Bad Homburg 2008.
- Heribert C. Ottersbach, Hälfte des Lebens. Wienand Verlag, 2008.
- Gabriele Münter, Verwandlung der Wirklichkeit. Das druckgraphische Werk, Prestel Verlag, München 2007.
- Bernd Koberling, Volumen der Stille. Kerber Verlag, 2007.
- Karin Kneffel, Verführung und Distanz. Wienand Verlag, 2006.
- Ernst Ludwig Kirchner, Erstes Sehen. Aus der Sammlung des Kupferstichkabinetts Berlin, Prestel Verlag, 2004.
- Juul Kraijer. Zweiheit / Twoness. Hirmer, ISBN 978-3-7774-3532-9.
- Kathrin Meyer: Was ist Natur? Mairisch Verlag, ISBN 978-3-938539-62-0.